# Mésocarnivore
Un mésocarnivore (du grec ancien : μέσος, mésos « milieu » et de carnivore, d’étymologie latine) est un animal dont l'alimentation comporte de 50 à 70 % de viande, le restant pouvant comporter des petits invertébrés, des champignons, des fruits et d'autres plantes.
Ce régime alimentaire se retrouve par exemple, dans les animaux terrestres chez les canidés, les viverridés, les mustélidés, les mouffettes, les procyonidés et les herpestidés.
Chez les poissons, il existe différentes espèces de mésocarnivores également, notamment dans la famille des Labres.